# Riddermarck
Riddermarck är en svensk adlig släkt, introducerad på riddarhuset som adlig ätt nr 1137, härstammande från köpmannen Peter Håkansson, borgare i Jönköping, arrendator av stadskällaren och riksdagsman vid riksdagen i Halmstad 1678. Barnen kallade sig Wetterhamn och två av hans söner adlades 18 augusti 1688 med namnet Riddermarck och introducerades året efter. Det två sönerna var Lars, fältsekreterare vid jämtländska armén och krigsfiskal och Andreas, professor i språk i Lund. En tredje broder, Hakvin, adlades med namnet Ridderström. Ätten dog ut på 1720-talet med Andreas' son Erasmus.

## Huvudkällor
- Elgenstierna, Gustaf Den introducerade svenska adelns ättartavlor